# Kindersley
Pour les articles homonymes, voir Kindersley (homonymie).
Kindersley est une ville de la Saskatchewan (Canada).

## Histoire
Le nom de la ville fut retenu pour honorer le nom de Sir Robert Kindersley qui fit partie de la compagnie de chemin de fer Canadien National.

## Démographie
| 2001  | 2006  | 2011  | 2016  |
| ----- | ----- | ----- | ----- |
| 4 548 | 4 412 | 4 678 | 4 597 |